# Steve Worrall
Steve Worrall, właśc. Steven Edward Worrall (ur. 22 września 1991 w St Helens) – brytyjski żużlowiec.

## Życiorys

### Kariera sportowa
Srebrny medalista indywidualnych mistrzostw Wielkiej Brytanii (Manchester 2017) oraz srebrny medalista młodzieżowych indywidualnych mistrzostw Wielkiej Brytanii (Thurrock 2011). Uczestnik finału drużynowego Pucharu Świata (Leszno 2017 – IV miejsce).
W lidze brytyjskiej reprezentant klubów Scunthorpe Scorpions (2010, 2011, 2018), Newcastle Diamonds (2012, 2013, 2015-2017, 2019), Lakeside Hammers (2012), Swindon Robins (2013, 2014), Redcar Bears (2013), Ipswich Witches (2013), Edinburgh Monarchs (2014), Belle Vue Aces (2015–2019, 2021), Poole Pirates (2021–2023) oraz Wolverhampton Wolves (2022–2023).

### Życie prywatne
Brat Richiego Worralla, również żużlowca.

## Przynależność klubowa
Polska
- RKS Kolejarz Rawicz (2017–2018)
- SK Lokomotīve Dyneburg (2023)